# 鶴湖新居
鶴湖新居是一座位於中華人民共和國深圳市龍崗區龍崗街道南聯社區的客家圍屋，開基是清朝初期從興寧遷入龍崗的羅瑞鳳，建於乾隆年間，為中國大陸的大規模的客家民居建築群之一。